# Mladenovac Forestlanders
I Mladenovac Forestlanders sono una squadra di football americano di Mladenovac, in Serbia, fondata nel 2006.

## Dettaglio stagioni

### Tornei nazionali

#### Campionato

##### Superliga
| Stagione | regular season | regular season | regular season | regular season | regular season | regular season | playoff | playoff | playoff | playoff | playoff | playoff    | playoff    |
|          | Vin            | Par            | Per            | Tot            | PF             | PS             | Vin     | Per     | Tot     | PF      | PS      | risultato  | avversaria |
| -------- | -------------- | -------------- | -------------- | -------------- | -------------- | -------------- | ------- | ------- | ------- | ------- | ------- | ---------- | ---------- |
| 2011     | 6              | 0              | 2              | 8              | 152            | 123            | -       | -       | -       | -       | -       | -          | -          |
| 2014     | 0              | 0              | 7              | 7              | 78             | 220            | -       | -       | -       | -       | -       | Retrocessi | -          |
| Totale   | 6              | 0              | 9              | 15             | 230            | 343            | -       | -       | -       | -       | -       |            |            |

Fonti: Enciclopedia del Football - A cura di Roberto Mezzetti

##### Prva Liga (secondo livello)/Druga Liga
| Stagione | regular season | regular season | regular season | regular season | regular season | regular season | playoff | playoff | playoff | playoff | playoff | playoff   | playoff       |
|          | Vin            | Par            | Per            | Tot            | PF             | PS             | Vin     | Per     | Tot     | PF      | PS      | risultato | avversaria    |
| -------- | -------------- | -------------- | -------------- | -------------- | -------------- | -------------- | ------- | ------- | ------- | ------- | ------- | --------- | ------------- |
| 2012     | 4              | 0              | 4              | 8              | 196            | 223            | -       | -       | -       | -       | -       | -         | -             |
| 2013     | 4              | 0              | 1              | 5              | 187            | 76             | 1       | 0       | 1       | 21      | 7       | Promossi  | Vrbas Hunters |
| 2022     | 1              | 0              | 2              | 3              | 12             | 48             | -       | -       | -       | -       | -       | -         | -             |
| Totale   | 9              | 0              | 7              | 16             | 395            | 347            | 1       | 0       | 1       | 21      | 7       |           |               |

Fonti: Enciclopedia del Football - A cura di Roberto Mezzetti

##### Arena Liga
| Stagione | regular season | regular season | regular season | regular season | regular season | regular season | playoff | playoff | playoff | playoff | playoff | playoff       | playoff    |
|          | Vin            | Par            | Per            | Tot            | PF             | PS             | Vin     | Per     | Tot     | PF      | PS      | risultato     | avversaria |
| -------- | -------------- | -------------- | -------------- | -------------- | -------------- | -------------- | ------- | ------- | ------- | ------- | ------- | ------------- | ---------- |
| 2019     | 1              | 0              | 1              | 2              | 25             | 9              | 1       | 1       | 2       | 43      | 31      | Secondo posto | [ 1 ]      |
| Totale   | 1              | 0              | 1              | 2              | 25             | 9              | 1       | 1       | 2       | 43      | 31      |               |            |

Fonti: Enciclopedia del Football - A cura di Roberto Mezzetti

### Riepilogo fasi finali disputate
| Anno           | Luogo | Evento    | Fase del torneo      | Incontro                                 | Risultato |
| 23 giugno 2013 |       | Prva Liga | Spareggio promozione | Vrbas Hunters - Mladenovac Forestlanders | 7 - 21    |